# Paranaches simplex
Paranaches simplex är en skalbaggsart som först beskrevs av Maurice Pic 1928.  Paranaches simplex ingår i släktet Paranaches och familjen långhorningar. Inga underarter finns listade i Catalogue of Life.